# Uonuma, Niigata
Uonuma (tiếng Nhật: 魚沼市 Ua-nu-ma) là một thành phố thuộc tỉnh Niigata, Nhật Bản.